# Rue Terre-Neuve

La rue Terre-Neuve (en néerlandais Nieuwland) est une rue de Bruxelles. Elle aurait inspiré Hergé pour le décor de la rue du Labrador de la bande-dessinée Tintin où, au 26, est censé résider le personnage éponyme, Tintin. C'est d'ailleurs au no 26 de la rue Terre-Neuve que se trouvait en réalité le domicile de la grand-mère d'Hergé à laquelle le dessinateur rendrait souvent visite.